# 国際連合安全保障理事会決議1556
国際連合安全保障理事会決議1556（こくさいれんごうあんぜんほしょうりじかいけつぎ1556、英: United Nations Security Council Resolution 1556）は、2004年7月30日に国際連合安全保障理事会で採択されたスーダン・ダルフール情勢に関する決議。略称はUNSCR1556。

## 概要
国連安保理決議1556は、ダルフール情勢の解決を求める一連の決議のひとつで、スーダン政府に対し、2004年7月3日付で同国とコフィー・アナン国連事務総長との間に締結された、人道支援団体等が自由かつ安全に活動しうる空間、いわゆる「人道的空間」（humanitarian space;解説）の確保を求める合同コミュニケ（Joint Communiqué）の即時履行を要請するもの。
決議は賛成13：反対0：棄権2（中国、パキスタン）で採択された。

## 主な内容
- スーダン政府に対し、2004年7月3日付コミュニケの即時履行を要請
- 国際監視団のダルフール地域への展開を支持し、加盟国にその強化を要請
- 関係諸勢力にンジャメナ停戦合意 (NDjamena Ceasefire Agreement) に従い、遅滞なく政治合意に達するよう要請
- スーダン政府に対し、ジャンジャウィード民兵の武装解除・指導者の逮捕と裁判に関する公約の履行を要請
- 全加盟国にダルフール近郊で活動する非政府主体・個人に対し武器の販売・供給を防止するあらゆる手段を講じることを決定
- スーダン政府とスーダン人民解放運動 (SPLM; Sudan People's Liberation Movement) の間で交わされたナイバシャ合意 (Naivasha Agreement) への支援を再確認し、その効果的履行を期待
- 決議1547号に定められた特別政治ミッションの活動期限を90日延長し、2004年12月10日までと決定